# Люби ти Україну
Люби ти Україну — концертний тур, який присвячений десятиліттю гурту ТІК, розпочався 1 лютого 2015 року з концерту в київському Палаці Спорту, далі відбулися концерти в 33 містах України. Фінальний концерт туру — у Вінниці 10 червня.

З нагоди туру, Віктор Бронюк сказав наступне:

Кожною піснею і кожною нотою ми весь цей час зізнавалися в любові Україні. Зараз важливо робити, робити все що можеш, щоб підтримати країну, щоб змінити щось на краще. І ми теж маємо робити те, що в нас виходить найкраще - співати на славу цьому народові, на славу всій Україні. Минулий рік досить суттєво вплинув на творчість гурту. В піснях все частіше звучать гострі соціальні теми. Проте, почуття гумору ТІКівці не втратили, тому продовжать і далі нести посмішку людям.
Цей тур найбільший для гурту. Він охоплює 33 міста України, розпочинається у Києві і завершується у місті – у Вінниці, на батьківщині гурту ТІК.
В програмі концертів туру — як відомі хіти гурту, так і нові пісні. Пісня «Люби ти Україну» — головна тема всього туру, яка і визначила його назву.

## Учасникигурту ТІК
- Віктор Бронюк: вокал, баян
- Денис Репей: бас-гітара
- Костянтин Терепа: гітара
- Олександр Філінков: барабани

## Дати концертів
| Дата           | Місто            | Місце проведення                                                                                      |
| -------------- | ---------------- | --- |
| Лютий, 2015    |                  | |
| 1 лютого       | Київ             | Палац Спорту                                                                                          |
| 14 лютого      | Біла Церква      | ПК “Росава”, вул. Леваневського, 53                                                                   |
| 15 лютого      | Кіровоград       | Філармонія, вул. Орджонікідзе, 8                                                                      |
| 16 лютого      | Кременчук        | Міський ПК, бульвар Пушкіна, 2                                                                        |
| 17 лютого      | Умань            | Міський Будинок Культури ім. Ю.К. Смоліча, вул. Леніна, 1                                             |
| 21 лютого      | Черкаси          | Палац культури Дружби народів, бул. Тараса Шевченка, 249                                              |
| 22 лютого      | Полтава          | Палац дозвілля “Листопад”, вул. Жовтнева, 58                                                          |
| 23 лютого      | Комсомольськ     | БК “Комсомольськ”, вул. Миру, 24                                                                      |
| 25 лютого      | Суми             | Театр ім. Щепкіна, пл. Театральна, 1                                                                  |
| 26 лютого      | Прилуки          | Міський будинок культури, вул. Юрія Коптєва, 28                                                       |
| 27 лютого      | Чернігів         | Драмтеатр, проспект Миру, 23                                                                          |
| 28 лютого      | Жмеринка         | Будинок науки і техніки, вул. Б. Хмельницького 1                                                      |
| Березень, 2015 |                  | |
| 28 березня     | Одеса            | Одеська обласна Філармонія, вул. Буніна, 15                                                           |
| 29 березня     | Мелітополь       | Палац культури імені Тараса Шевченка, пл. Перемоги, 4                                                 |
| 30 березня     | Енергодар        | БК "Современник" , просп. Будівельників, 27                                                           |
| Квітень, 2015  |                  | |
| 1 квітня       | Херсон           | ККЗ "Ювілейний", вул. Перекопська, 11                                                                 |
| 2 квітня       | Миколаїв         | Обласний Палац Культури, пл. Суднобудівників, 3,                                                      |
| 3 квітня       | Запоріжжя        | Палац культури Дніпроспецсталь, бул. Шевченка, 1                                                      |
| 4 квітня       | Дніпропетровськ  | Палац культури Машинобудівників, вул. Робоча, 166                                                     |
| 5 квітня       | Харків           | ККЗ "Україна" , вул. Сумська , 35                                                                     |
| 6 квітня       | Кривий Ріг       | Палац молоді і студентів, вул. 22 Партз'їзду, 11а                                                     |
| 7 квітня       | Дніпродзержинськ | БК "Хімік", вул. Щербицького, 67                                                                      |
| Травень, 2015  |                  | |
| 14 травня      | Житомир          | Житомирський академічний український музично-драматичний театр імені Івана Кочерги, майдан Соборний 6 |
| 17 травня      | Хмельницький     | Спорткомплекс «Поділля» — центральний міський стадіон, вул. Проскурівська, 75                         |
| 20 травня      | Чернівці         | Стадіон «Буковина», вул. Ольги Гузар, 1                                                               |
| 23 травня      | Тернопіль        | Тернопільський міський стадіон, проспект Степана Бандери, 15                                          |
| 26 травня      | Івано-Франківськ | Стадіон "Рух", вул. Чорновола, 128                                                                    |
| 30 травня      | Львів            | «Арена Львів», вул. Стрийська, 199                                                                    |
| Червень, 2015  |                  | |
| 2 червня       | Ужгород          | Амфітеатр, вул. Орлина, 13                                                                            |
| 4 червня       | Луцьк            | Стадион Авангард, пр-т Перемоги, 7А                                                                   |
| 7 червня       | Рівне            | Авангард, міський стадіон, вул. Замкова, 34                                                           |
| 10 червня      | Вінниця          | Центральний міський стадіон, 50-річчя Перемоги вул. д.18А                                             |